# Requinto

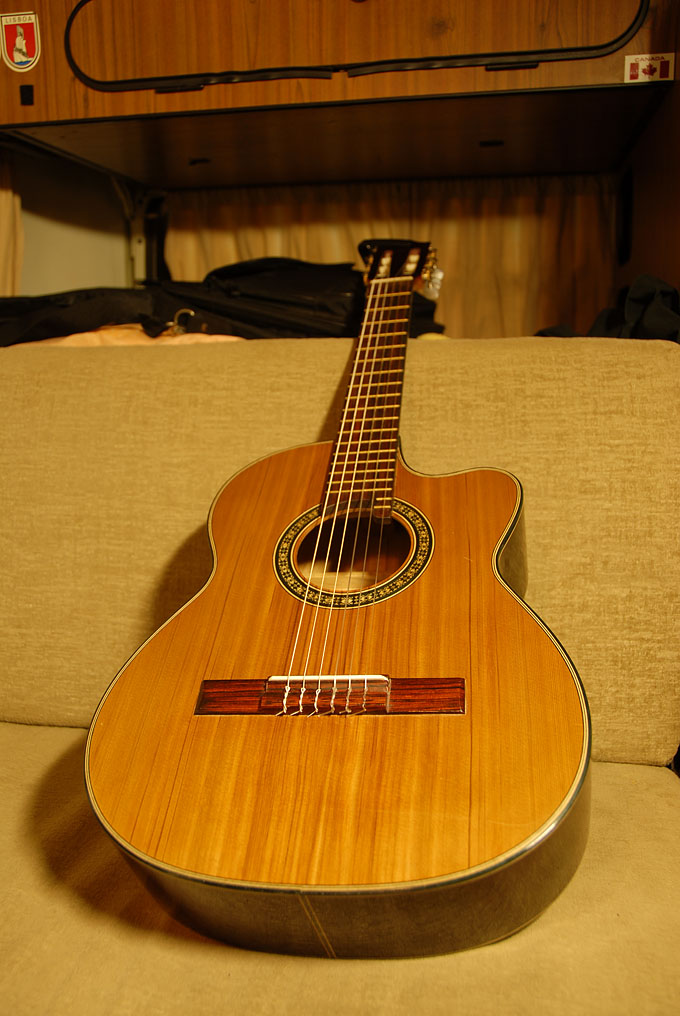
Requinto

Requinto (auch Guitarra requinto) ist in Spanien und Lateinamerika eine kleinere Gitarre mit sechs Saiten, die um drei bis vier Töne höher als die übliche Primgitarre gestimmt werden. In den kolumbianischen Anden hat die Requinto vier Saiten.
Die Mensur reicht von etwa 40 cm bis 60 cm. Der Korpus hat normalerweise einen Cutaway um die Bespielbarkeit ab dem 12. Bund zu erleichtern und ist kleiner als bei der klassischen Gitarre. Die Zarge ist jedoch verhältnismäßig breiter (der Korpus höher), um Volumen zu erreichen. Die heutige Requinto soll 1945 von Alfredo Gil erfunden worden sein.
Die gebräuchliche Saitenstimmung lautet: A–d–g–c1–e1–a1, bei vier Saiten d–g–b–e1. Damit klingen die Saiten wie am fünften Bund gegriffene Standard-Gitarrensaiten, womit das Instrument einer Quintgitarre in der Stimmung H–e1–a1–d2–fis2–h2 ähnelt. Die Requinto wird gezupft oder geschlagen.
Eine Requinto als sechssaitige Altgitarre mit der Stimmung H–e–a1–d1–fis1–h1 wurde 1866 von dem spanischen Lautenbauer Nicolas de Valle in Granada gebaut.